# Merklingen
Merklingen je obec v okrese Alba-Dunaj v Bádensku-Württembersku v Německu.

## Zeměpisná poloha
Merklingen se nachází na náhorní plošině Švábské Alby asi 20 km severozápadně od Ulmu, mezi městy Geislingen a Blaubeuren. Má rozlohu přibližně 21,31 km²

## Sousední obce
Sousední obce Merklingenu jsou (ve směru hodinových ručiček od severu): Nellingen, Dornstadt, Laichingen (všechny Alba-Dunaj), Hohenstadt, Drackenstein, Bad Ditzenbach (všechny okres Göppingen).

### Uspořádání obce
Merklingen, sestávající z hlavního města a vesnice Widderstall, zůstal samostatnou obcí s vlastní správou.

## Historie
První písemná zmínka o Merklingenu jako o Marchelingenu se nachází v zakládací listině kláštera Wiesensteig z roku 861. Od roku 1482 patřilo město k území císařského města Ulm a až do roku 1744 bylo sídlem úřadu.
Od roku 1744 byl Merklingen podřízen úřadu v Nellingenu. V roce 1803 se Merklingen a Ulm staly součástí Bavorského kurfiřtství, které se v roce 1806 stalo královstvím.
V důsledku hraniční smlouvy z roku 1810 přešel Merklingen z Bavorska do Württemberského království a byl přiřazen k okresnímu úřadu Blaubeuren. Za nacistické éry ve Württembersku byla obec v roce 1938 přiřazena k okresu Ulm. Po druhé světové válce se obec nacházela v americké okupační zóně, a tedy v nově vzniklé spolkové zemi Württembersko-Bádensko, která se v roce 1952 sloučila do současné spolkové země Bádensko-Württembersko. Od územní reformy v roce 1973 je Merklingen součástí okresu Alby-Dunaje

### Náboženství
Kostel v Merklingenu je zmiňován již v roce 1275 a od roku 1512 je pod patronací tří králů Kašpara, Melichara a Baltazara. Vzhledem k dřívější příslušnosti k říšskému městu Ulm je Merklingen od dob reformace převážně protestantský. Dnešní protestantská obec Merklingen patří do církevního obvodu Blaubeuren zemské církve Württembersko.

## Hospodářství a infrastruktura
Merklingen má dobrou obchodní infrastrukturu, ve městě působí řada středně velkých

### Doprava
Do roku 1985 byl Merklingen napojen na železniční trať Filstalbahn ze Stuttgartu do Ulmu prostřednictvím metrové železniční tratě Amstetten-Laichingen, kterou provozuje společnost WEG. Obcí prochází vysokorychlostní trať Wendlingen-Ulm, která byla otevřena 11. prosince 2022 a jejíž tunel Widderstall se nachází nedaleko stejnojmenné obce. Od roku 2017 byla vybudována také železniční stanice Merklingen - Schwäbische Alb, která - rovněž od 11. prosince 2022 - nabízí hodinovou regionální linku do Ulmu a Wendlingenu.
Merklingen je napojen na celostátní silniční síť prostřednictvím křižovatky 61 spolkové dálnice 8 z Karlsruhe do Mnichova.

## Politika

### Starostové
- Johannes Lohrmann (1945–1977)
- Petr Seyfried (1977–1986)
- Günter Stolz (1986–2009)

### Městská rada
Rada v Merklingenu má 10 členů. Rada se skládá z čestných členů rady a starosty jako předsedy. Starosta má v radě hlasovací právo.